# Ломик
Ломик — река в России, протекает по Кильмезскому району Кировской области. Правый приток Лобани. Длина реки составляет 26 км, площадь водосборного бассейна 144 км².

## География
Река Ломик берёт начало у села Байбеки (Рыбно-Ватажское сельское поселение) в 33 км к северо-западу от посёлка Кильмезь. Течёт через леса на юго-восток, в среднем течении на берегу деревня Четай (Паскинское сельское поселение). Устье реки находится у населённого пункта Ломик в 34 км по правому берегу реки Лобань.

## Данные водного реестра
По данным государственного водного реестра России относится к Камскому бассейновому округу, водохозяйственный участок реки — Вятка от водомерного поста посёлка городского типа Аркуль до города Вятские Поляны, речной подбассейн реки — Вятка. Речной бассейн реки — Кама.
Код объекта в государственном водном реестре — 10010300512111100039870.